# Szabadbattyán
Szabadbattyán nagyközség Fejér vármegyében, a Székesfehérvári járásban. 1950 óta hozzátartozik Falubattyán is, mely most a nagyközség nyugati része.

## Fekvése
Szabadbattyán a Sárvíz-völgy jobb partján található község. Gépkocsival a legegyszerűbben az M7-es autópályán vagy a 7-es főúton közelíthető meg; Székesfehérvártól 10, a Velencei-tótól 20, a Balatontól alig 30 kilométerre fekszik.
A település közúti csomópont is, mert itt ér véget, a 7-es főútba csatlakozva a Simontornya térségétől (Sáregrestől) kiinduló 6307-es mellékút, és itt indul, majdnem pontosan az előbbi folytatásaként, de a főút keresztezése miatt már új, a 7-es számtartományba eső számmal a 7202-es út, Nádasdladányon és Berhidán át egészen Litérig. A településen ér véget a 6214-es út is, amely eredetileg Seregélyessel köthette össze Szabadbattyánt, de mára szinte minden jelentőségét elvesztette.
Vasúton is elérhető a település, méghozzá két vonalon: a Székesfehérvár–Tapolca és a Budapest–Murakeresztúr-vasútvonalon is – a két forgalmas vasútvonal itt válik el egymástól, hogy aztán tovább haladjanak a Balaton északi, illetve déli partja felé.

## Környező települések
- Sárszentmihály
- Székesfehérvár
- Tác
- Kőszárhegy
- Úrhida
- Csősz
- Sárkeszi

## Története
A mai település környéke már az őskorban is lakott volt. A számos régészeti lelőhelyről többek közt bronzkori, germán, avar- és honfoglalás kori sírok, és település-maradványok kerültek elő.
1279-ből való oklevél említi először a községet, Battyán néven. A szabad előtag azt jelentette,hogy nem falu, hanem mezőváros volt illetve, hogy az itt lakó jobbágyok szabadon költözhettek. Károly Róbert 1326-ban Magyar Pál gimesi várnagynak adományozta a települést. 1355-ben a Hermány nembeli Lack fiai kapják adományként. Egy 1397-es oklevélben említik először az itt épült várat és vámhelyet, amely a település délkeleti részén állt. Később Csíkvárnak nevezték. A ma is látogatható épen maradt része a Kula-torony. Az itt található sárvízi átkelő miatt a falu fontos közlekedési csomópont volt és 1399-től vámszedőhelyeként működött. A Csíkvár elnevezést valószínűleg a Sárvíz folyóban egykor bőventenyésző csíkhalról kapta. A védelmi jellegű erősség – amelyet a török erődítménnyé épített át – a törökhódoltság utolsó éveiben állandó magyar portyák és csaták színhelye volt.
1397-ben Kővágó Örsi „Kis” György királyi zálogosítás révén megszerezte Battyánt és a környező területeket, gyermekeit Lászlót, Albertet és Györgyöt már Battyániként nevezik. Alberttől származott a későbbi vas vármegyei híres hercegi és grófi család, a Batthyányak.
1543-ban a török elfoglalta a települést, és lerombolta az erődöt. Egy 1563-as oklevélben az 52 házzal rendelkező Battyán szultáni birtok, ahol 109 fős török őrség állomásozik. Egy 1567-ből származó összeírás szerint kastély és templom is található volt a területén. 1687 októberében adta fel a törökőrség, és ezzel szabaddá vált az út a Fehérvár elleni felvonuláshoz. A Rákóczi-szabadságharc idején Csíkvár sokáig volt a kurucok egyik legfontosabb fészke. Ezután a település újra a Batthyány család birtokába került.
A települést századokonát országszerte inkább Csíkvárként ismerték, és 1875-ig ezen a néven vasútállomása volt. Ekkorkeresztelték át Szabadbattyánnak.
A település fontos szerepet játszott a második világháború végén a német csapatok Tavaszi ébredés nevű hadműveletében.
A falu határában számos régészeti lelőhelyet tártak fel, ahonnan bronzkori, kelta, germán, avar- és honfoglalás kori sírok, települések maradványai kerültek elő.

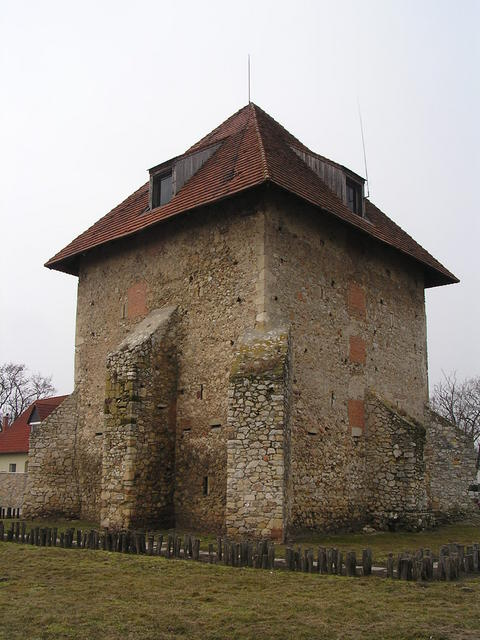
A Kula-torony

## Cifrakert
A Sárvíz két ága (a Nádor- és a Malom-csatorna) mentén található Cifrakert. A 7 hektáros terület természetvédelmi terület: 42 hatalmas, különleges formájú, öreg platánja, magas kőrisei, fehér nyárfái, zöld juharfái, nagylevelű hársai igazi botanikai különlegességek.
A kertet az 1870-es években Batthyány gróf - a Batthyány család a hét vezér egyikétől, Őrstől származott - telepítette az ősi családi kastély köré. A kastély mára az enyészeté lett. Az ősplatánoshoz 2000 augusztusában fahidat építettek. A kerthez tartozó tó szépen kiépült, horgásztóvá minősítéséhez a természetvédelmi felügyelőség nem járult hozzá. A Kula Őrtornyot, ami a Csíkvár erődítmény maradványa, 1975-ben felújították, azóta múzeum és kiállítóhely. Itt kerültek kiállításra korábban a villa ásatása közben rekonstruált terrazó részletek.

## Római kori villa

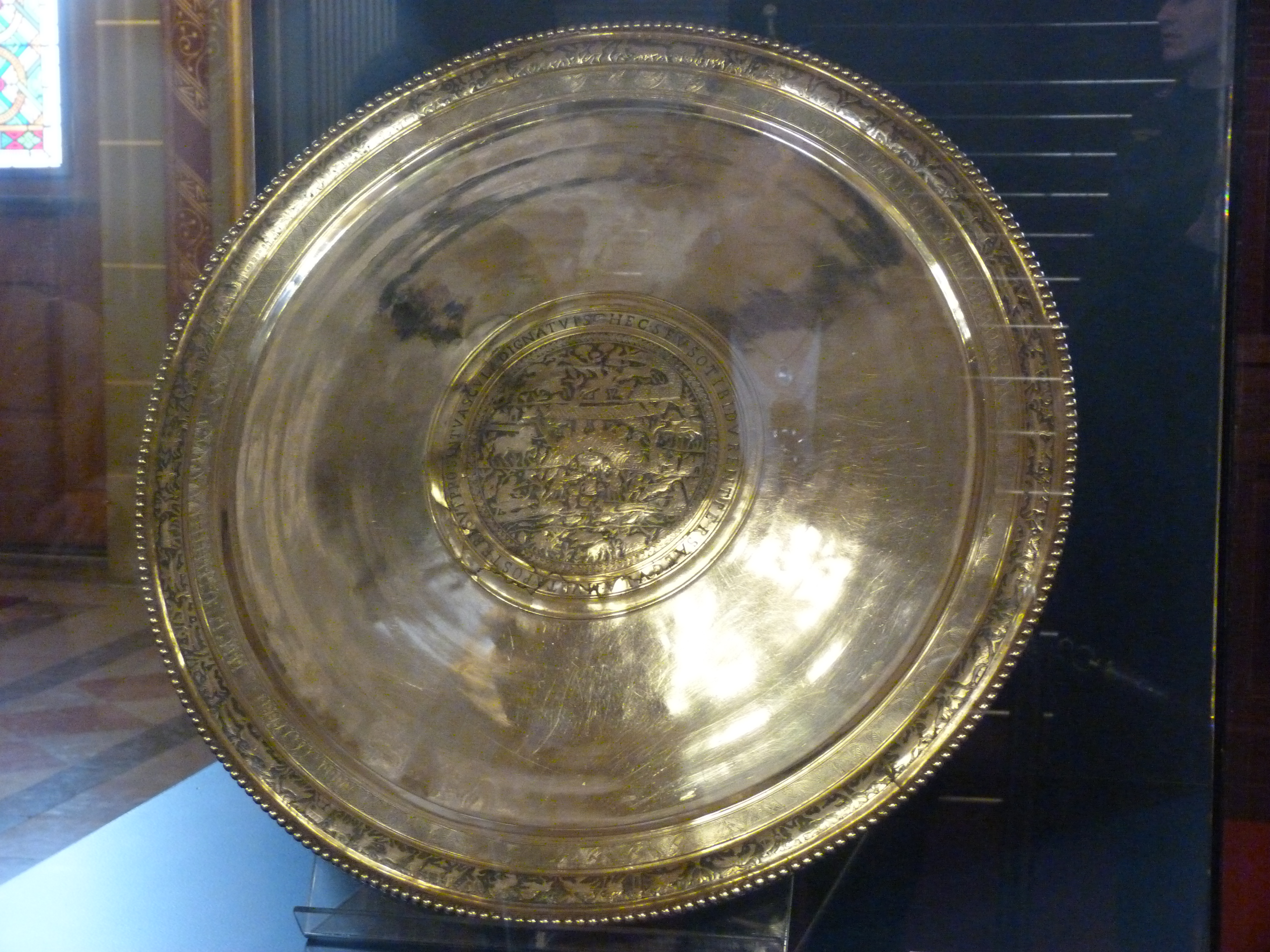
A római kori villából származó Vadász-tál a Seuso-kincs névadó darabja az országházi kiállításon, felirata: „HEC SEVSO TIBI DVRENT PER SAECVLA MVLTA POSTERIS VT PROSINT VASCVLA DIGNA TVIS – Szolgáljon sok századon át, Seuso, ez a készlet, s használják hosszan büszke utódaid is!” (Kőrizs Imre fordítása)

Szabadbattyán határában találták meg Pannónia eddig ismert legnagyobb késő római kori villáját. A 110 x 120 méter alapterületű épület a Sopianae (Pécs)–Brigetio (Szőny), Sopianae–Aquincum út mellett fekszik. A villa feltárását a székesfehérvári Szent István király Múzeum munkatársai 1993-ban kezdték meg, és a munka ma napig tart. A kiállítás a Kula toronyban megtekinthető. Az épületnek és a kiásott termeknek a mérete arra utal, hogy tulajdonosa Pannónia igen magas rangú személye lehetett. Valószínűsíthető, hogy a Seuso-kincsek is innen származnak.

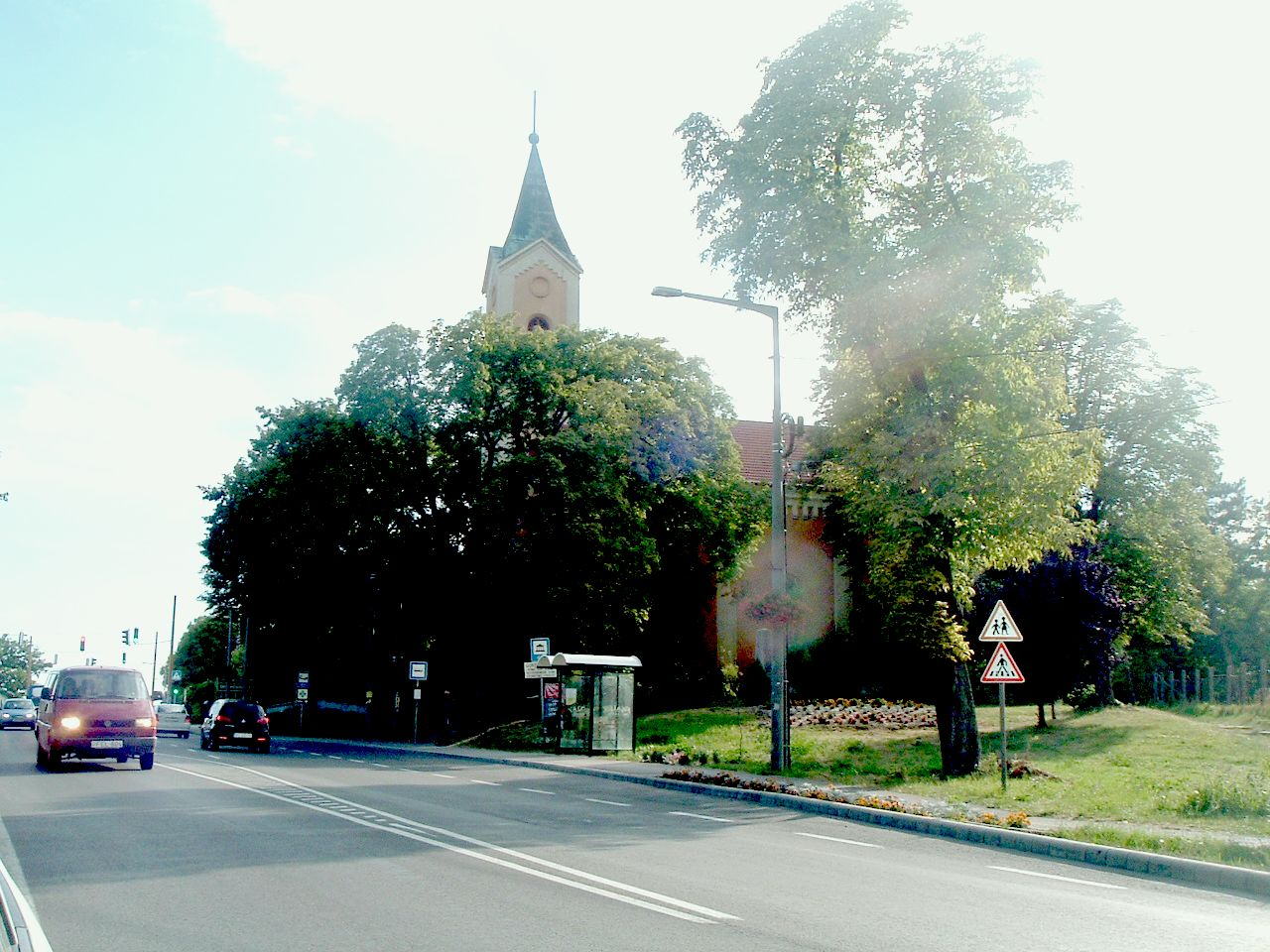
A katolikus templom

## Közélete

### Polgármesterei
- 1990–1994: Borsó Pál (SZDSZ-Agrárszövetség)[6]
- 1994–1998: Borsó Pál (független)[7]
- 1998–2002: Borsó Pál (független)[8]
- 2002–2006: Borsó Pál (Polgármesterek Fejér Megyéért)[9]
- 2006–2010: Borsó Pál (független)[10]
- 2010–2014: Mátrai Csaba (független)[11]
- 2014–2019: Polyák István Vilmos (független)[12]
- 2019–2024: Szabó Ildikó (független)[13]
- 2024– : Kovács Péter (független)[1]

## Népesség
A település népességének változása:
| Lakosok száma | 4518 | 4527 | 4518 | 4560 | 4721 | 4715 | 4741 |
|               | 2013 | 2014 | 2015 | 2021 | 2022 | 2023 | 2024 |

A 2011-es népszámlálás során a lakosok 88,8%-a magyarnak, 0,9% cigánynak, 0,7% németnek, 0,2% románnak mondta magát (11,2% nem nyilatkozott; a kettős identitások miatt a végösszeg nagyobb lehet 100%-nál). A vallási megoszlás a következő volt: római katolikus 39,2%, református 12,3%, evangélikus 0,6%, görögkatolikus 0,2%, felekezeten kívüli 17,7% (29% nem nyilatkozott).
2022-ben a lakosság 85,2%-a vallotta magát magyarnak, 0,5% németnek, 0,3% cigánynak, 0,2% bolgárnak, 0,1-0,1% görögnek, románnak és ukránnak, 2,6% egyéb, nem hazai nemzetiségűnek (14,6% nem nyilatkozott; a kettős identitások miatt a végösszeg nagyobb lehet 100%-nál). Vallásuk szerint 25,5% volt római katolikus, 9,3% református, 0,6% evangélikus, 0,3% görög katolikus, 1,1% egyéb keresztény, 0,9% egyéb katolikus, 15,6% felekezeten kívüli (46,7% nem válaszolt).

## Nevezetességei

### Kula-torony
Neve a török nyelvből fordítva tornyot, őrtornyot jelent.

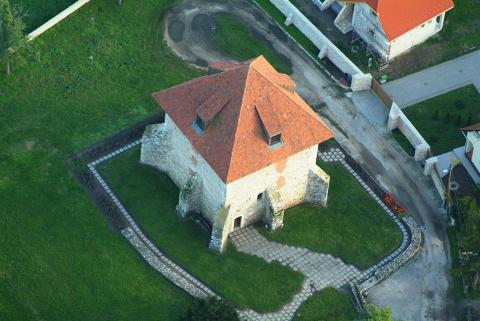
A Kula-torony légifotója

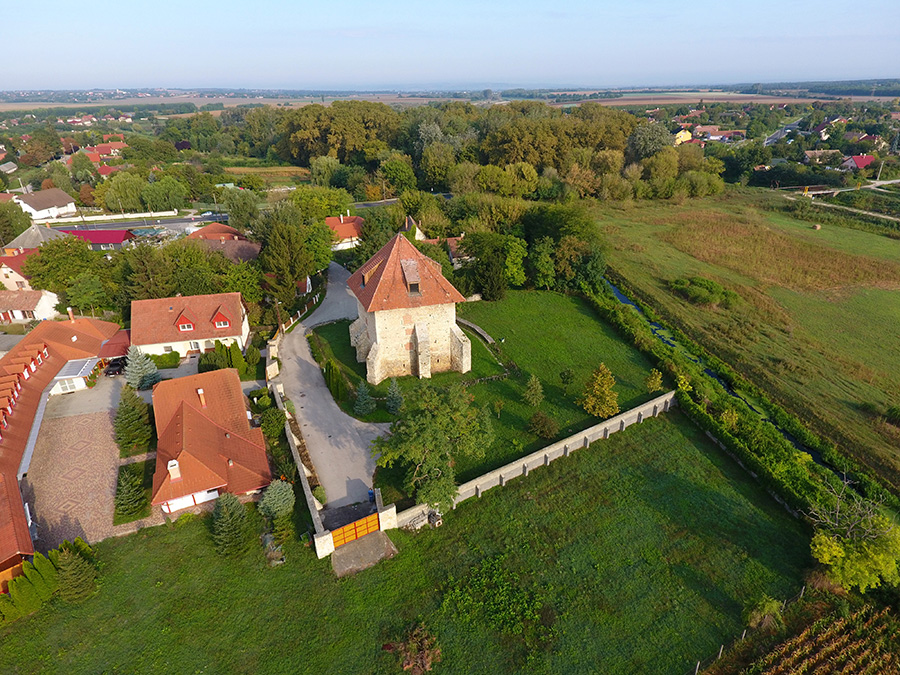
Szabadbattyán, Kula vár légi fotón

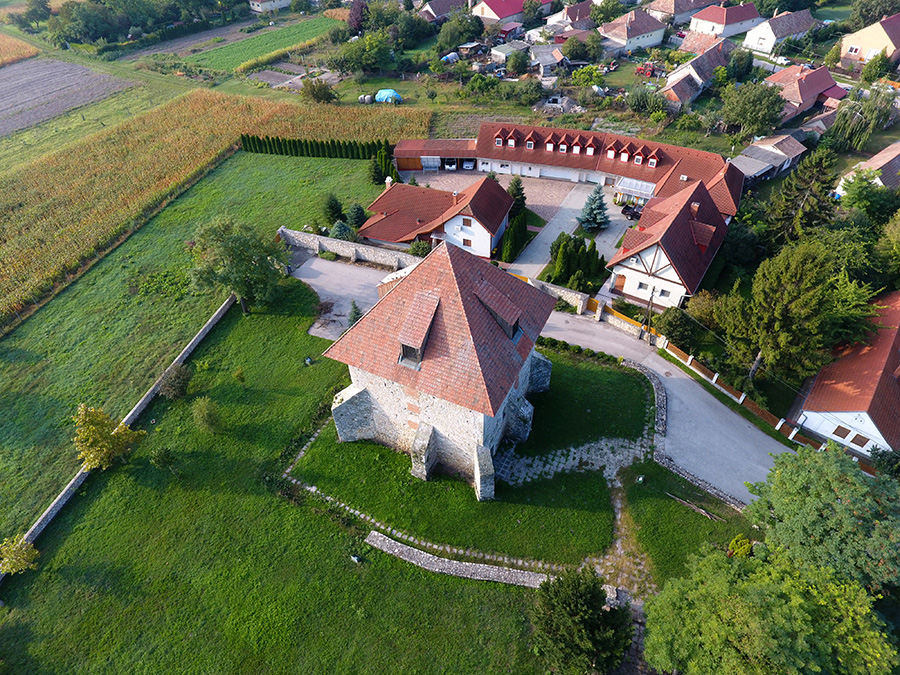
Szabadbattyán, Kula vár légi felvételen

A tatárjárás idejében már állt a mai helyén egy több emeletes torony. Ezt valószínűleg a 13. században építették. A Sárvíz mocsarai közti egyetlen átjáró őrzője és vámszedője szerepet kapta. 1543-ban rombolták le a törökök. A Székesfehérvárért folytatott harcok miatt azonban újjáépítették. A török kiűzése után, elvesztette stratégiai jelentőségét a község. Ezzel együtt a torony is romlásnak indult. Egy ideig magtárnak használták az épületet. Az 1975-ben helyreállított épületben 1981-ben nyílt meg a megyei múzeum török kori anyagát bemutató kiállítás. Ma a település határában zajló római kori villa feltárásának és leletanyagának kiállítása látható benne.
Nyitva: április 1. – október 31.

### Cifrakert
A Nádor-csatorna, és a Sárvíz-malomcsatorna között helyezkedett el a Batthyány család kastélya. Köré épített angolparkot az 1870-es években Zichy Antónia, gróf Batthyány Lajos özvegye. A hét hektár területen számos növényritkaságot lehetett megtalálni, ezért is kezdték a helyiek egyszerűen csak cifrakertként emlegetni. A kastély a második világháborúban megrongálódott, majd lebontották. Tégláit a falusiak hordták szét és építették be a saját házukba. A park ezek után elvadult. A 2000-es évek elején községi összefogással elkezdték a rehabilitációját. A parkban található negyvenkét hatalmas öreg platán. Kőrisei, fehér nyárfái, zöld juharfái, nagylevelű hársai igazi botanikai különlegességek, védettséget élveznek. A kertben található egy kis tó is.

### Római kori villa
Szabadbattyán határában találták meg Pannónia eddig ismert legnagyobb késő római kori villáját. A 110 x 120 méter alapterületű épület a Sopianae (Pécs)–Brigetio (Szőny), Sopianae–Aquincum út mellett fekszik. A villa feltárását a székesfehérvári Szent István király Múzeum munkatársai 1993-ban kezdték meg, s a munka ma is tart. Erről látható kiállítás a Kula-toronyban. Az épületnek és a kiásott termeknek a mérete arra utal, hogy tulajdonosa Pannónia igen magas rangú személye lehetett. Valószínűsíthető, hogy a Seuso-kincsek is innen származnak.

### Seuso-kincs
Pereczes Ferenc nyugdíjas asztalosmester 1974 tavaszán felfedezte Pannónia eddig ismert legnagyobb késő római kori lakóépületét Szabadbattyán és Úrhida határában.
Lásd a Seuso-kincs szócikket.

### Nepomuki Szent János szobor
A katolikus templom kertjében található barokk stílusú Nepomuki Szent János szobor az 1700-as években készült. Alkotója ismeretlen.

### Széchenyi szobor
Szabadbattyán központjában található Széchenyi István mellszobra, mely köré zászlókat tűznek az általános iskola diákjai a nemzeti ünnepek napján.

### Szent Vendel-kápolna
Az Emmaróza-Szőlőhegyen található apró kápolnát gróf Batthyány Emma Róza építtette egy kígyó által megmart pásztor emlékére. A pásztorok védőszentjéről, Szent Vendelről kapta a nevét. A kis kápolnát és a szentről készült festményt azóta többször renoválták. A község Emma napján hagyományőrző zarándoklattal, ökumenikus istentisztelettel és más kulturális programokkal emlékezik meg a grófnőről, illetve a szőlőhegy vészterhes időket is megélt történelméről.

### Templomok
- A római katolikus templomot a Batthyány család építette. Az első főoltárképet a család egyik nőtagja festette. A templom bejárata felett a Batthyány család címere látható.
- A településen található református templomot 1748-ban újították fel. Itt található a turul szobor is a háborúban elesett szabadbattyáni katonák névsorával.
- A Szent Vendel-kápolnát az 1880-as években Batthyány Emma Róza grófnő építette. 1980-ban adományából restaurálták.

## Élővilága
Szabadbattyánban a Magyar Madártani és Természetvédelmi Egyesület adatbázisa négy gólyafészket tart nyilván, 2020 februári állapot szerint.

## Galéria

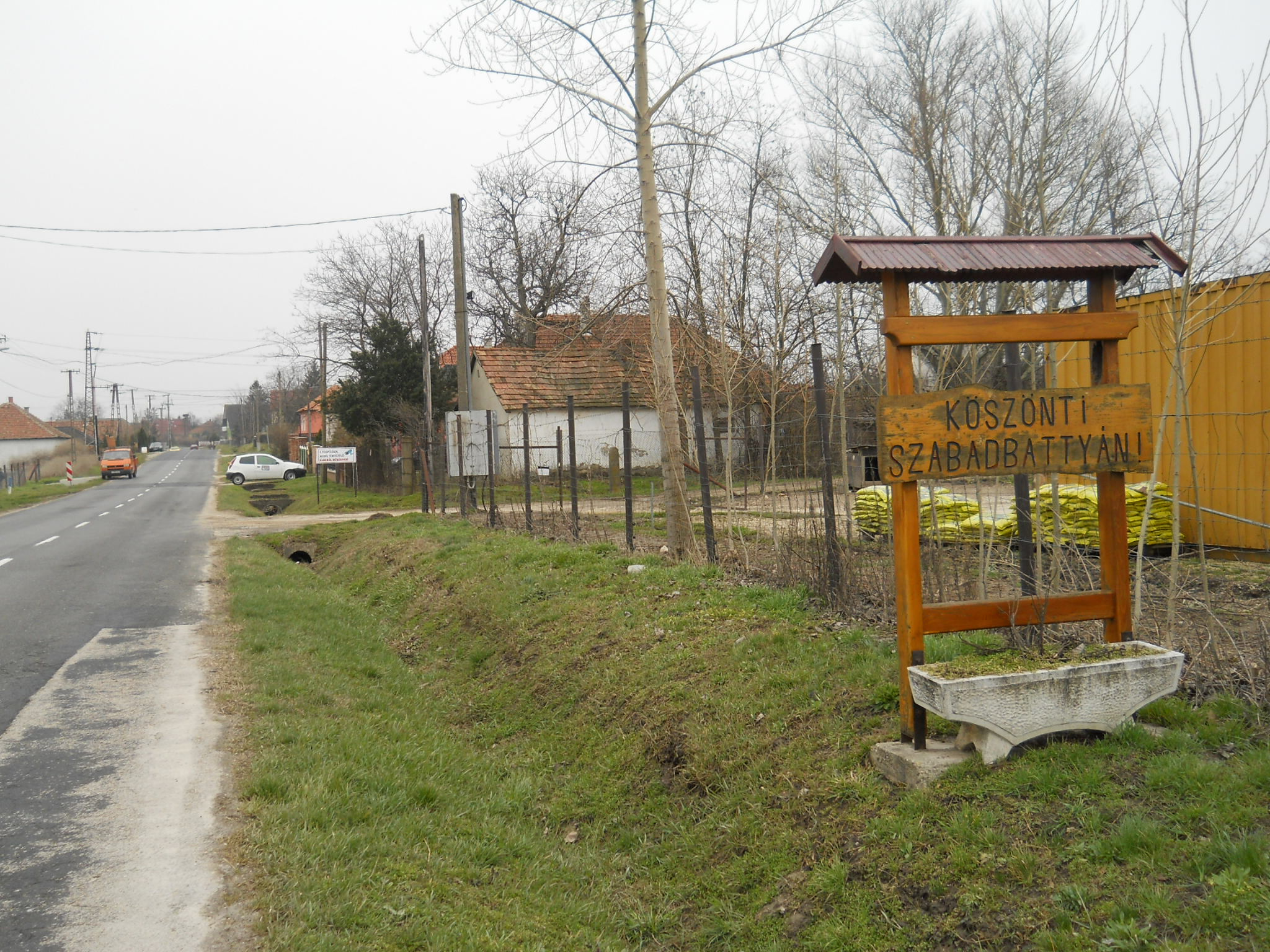
Üdvözlőtábla
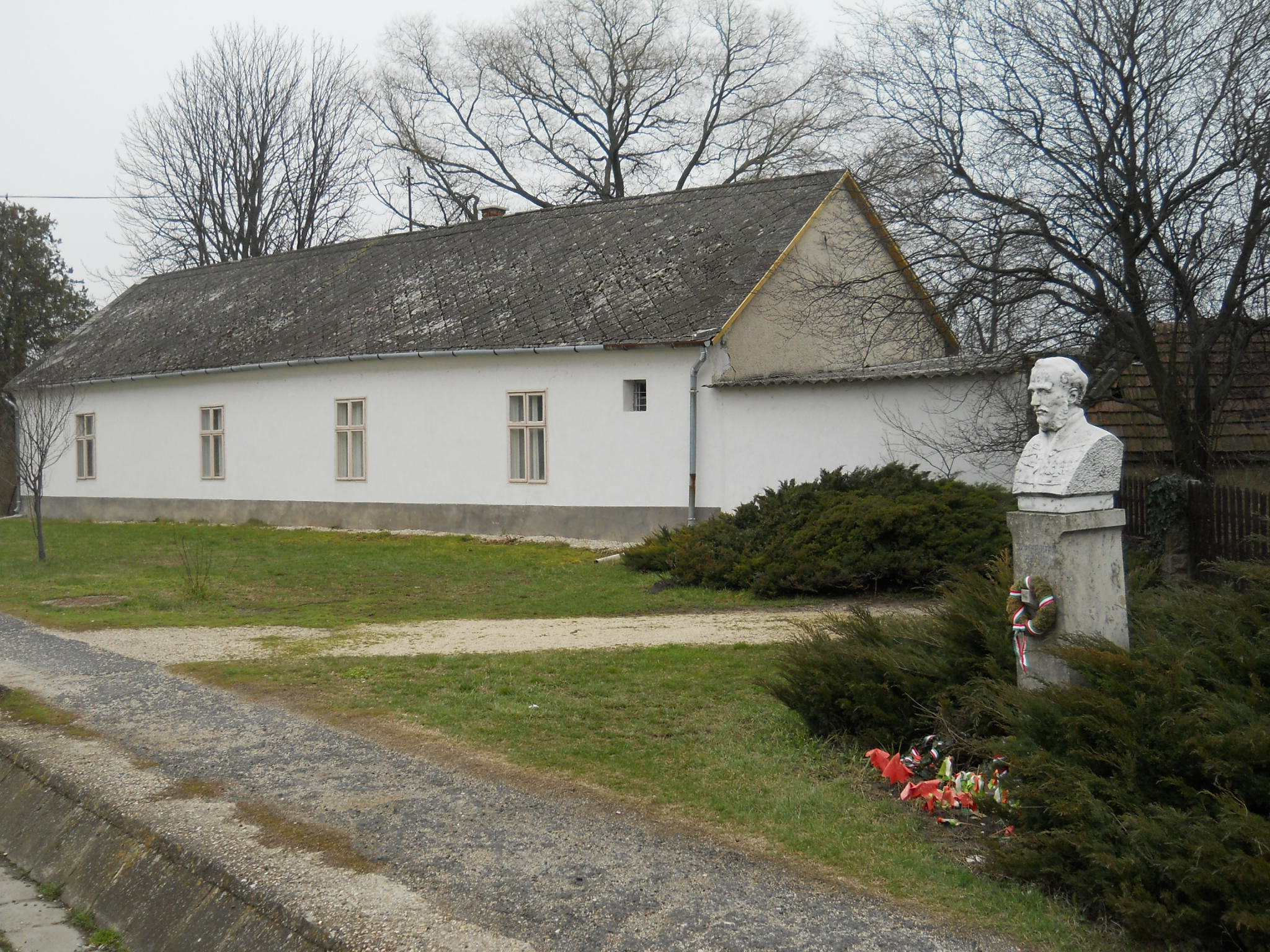
Széchenyi István mellszobra
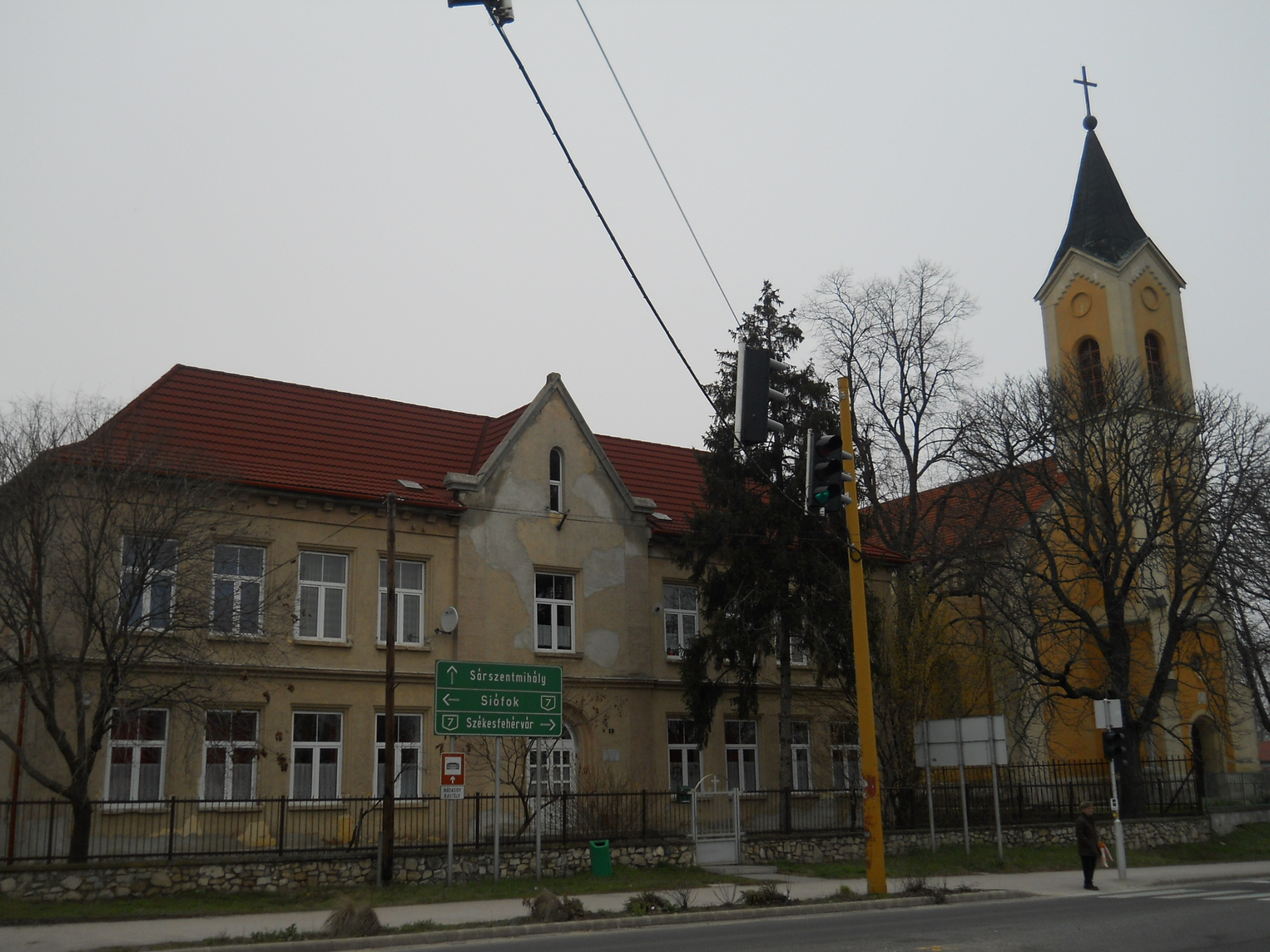
Részlet a község központjából

## Külső hivatkozások
- Szabadbattyán Önkormányzatának honlapja